# Mộ Lao
Mộ Lao (đôi khi viết nhầm thành Mỗ Lao) là một phường thuộc quận Hà Đông, thành phố Hà Nội, Việt Nam.

## Địa lý
Địa giới hành chính phường Mộ Lao:
- Phía đông và phía bắc giáp quận Nam Từ Liêm
- Phía tây giáp các phường Vạn Phúc và Yết Kiêu
- Phía nam giáp phường Văn Quán.

Phường Mộ Lao có diện tích 1,26 km², dân số năm 2022 là 24.221 người, mật độ dân số đạt 19.223 người/km².

## Lịch sử
Dưới thời nhà Nguyễn, Mộ Lao (Mỗ Lao) vốn là một làng thuộc tổng Thiên Mỗ, huyện Từ Liêm, phủ Quốc Oai, trấn Sơn Tây. Đến năm 1831, huyện Từ Liêm chuyển về thuộc phủ Hoài Đức, tỉnh Hà Nội.
Sau năm 1945, làng Mộ Lao cùng với các làng Văn Quán, Cầu Đơ, Hà Trì được sáp nhập vào thị xã Hà Đông. Lúc này, Mộ Lao trở thành một thôn ngoại thị của thị xã.
Năm 1965, thôn Mộ Lao sáp nhập với 3 thôn Văn Quán, Yên Phúc, Xa La để thành lập xã Văn Yên thuộc thị xã Hà Đông.
Ngày 23 tháng 6 năm 1994, Chính phủ ban hành Nghị định 52-CP. Theo đó, giải thể xã Văn Yên để thành lập hai phường Văn Mỗ và Phúc La.
Phường Văn Mỗ gồm có các thôn Văn Quán, Mỗ Lao thuộc xã Văn Yên cũ và phố Trần Phú của phường Yết Kiêu với 266,96 ha diện tích tự nhiên và 13.703 người.
Ngày 27 tháng 12 năm 2006, phường Văn Mỗ thuộc thành phố Hà Đông mới thành lập.
Ngày 1 tháng 3 năm 2008, Chính phủ ban hành Nghị định 23/2008/NĐ-CP. Theo đó, chia phường Văn Mỗ thành hai phường Văn Quán và Mộ Lao.
Phường Mộ Lao có 126,3 ha diện tích tự nhiên, dân số là 14.105 người.
Ngày 8 tháng 5 năm 2009, quận Hà Đông được thành lập trên cơ sở toàn bộ diện tích và dân số của thành phố Hà Đông, phường Mộ Lao thuộc quận Hà Đông cho đến nay.